# René (Sarthe)
René és un municipi francès situat al departament del Sarthe i a la regió de País del Loira. L'any 2007 tenia 362 habitants.

## Demografia

### Població
El 2007 la població de fet de René era de 362 persones. Hi havia 156 famílies de les quals 52 eren unipersonals (20 homes vivint sols i 32 dones vivint soles), 56 parelles sense fills i 48 parelles amb fills.
La població ha evolucionat segons el següent gràfic:
Habitants censats

### Habitatges
El 2007 hi havia 210 habitatges, 159 eren l'habitatge principal de la família, 19 eren segones residències i 33 estaven desocupats. 208 eren cases i 2 eren apartaments. Dels 159 habitatges principals, 114 estaven ocupats pels seus propietaris, 42 estaven llogats i ocupats pels llogaters i 3 estaven cedits a títol gratuït; 6 tenien una cambra, 22 en tenien dues, 32 en tenien tres, 46 en tenien quatre i 53 en tenien cinc o més. 113 habitatges disposaven pel capbaix d'una plaça de pàrquing. A 64 habitatges hi havia un automòbil i a 78 n'hi havia dos o més.

### Piràmide de població
La piràmide de població per edats i sexe el 2009 era:
| Homes | Edats   | Dones |
| ----- | ------- | ----- |
| 0     | 95 o +  | 0     |
| 0     | 90 a 94 | 0     |
| 0     | 85 a 89 | 0     |
| 8     | 80 a 84 | 0     |
| 4     | 75 a 79 | 8     |
| 8     | 70 a 74 | 8     |
| 16    | 65 a 69 | 16    |
| 4     | 60 a 64 | 12    |
| 16    | 55 a 59 | 12    |
| 8     | 50 a 54 | 8     |
| 16    | 45 a 49 | 12    |
| 8     | 40 a 44 | 8     |
| 12    | 35 a 39 | 8     |
| 16    | 30 a 34 | 20    |
| 12    | 25 a 29 | 8     |
| 16    | 20 a 24 | 20    |
| 20    | 15 a 19 | 16    |
| 8     | 10 a 14 | 8     |
| 12    | 5 a 9   | 12    |
| 12    | 0 a 4   | 8     |

## Economia
El 2007 la població en edat de treballar era de 235 persones, 178 eren actives i 57 eren inactives. De les 178 persones actives 152 estaven ocupades (86 homes i 66 dones) i 26 estaven aturades (12 homes i 14 dones). De les 57 persones inactives 27 estaven jubilades, 14 estaven estudiant i 16 estaven classificades com a «altres inactius».

### Ingressos
El 2009 a René hi havia 159 unitats fiscals que integraven 366 persones, la mediana anual d'ingressos fiscals per persona era de 14.358 €.

### Activitats econòmiques
Dels 14 establiments que hi havia el 2007, 4 eren d'empreses de construcció, 2 d'empreses de comerç i reparació d'automòbils, 3 d'empreses de transport, 1 d'una empresa d'hostatgeria i restauració, 1 d'una empresa immobiliària, 2 d'empreses de serveis i 1 d'una empresa classificada com a «altres activitats de serveis».
Dels 5 establiments de servei als particulars que hi havia el 2009, 1 era un paleta, 1 fusteria, 1 lampisteria, 1 empresa de construcció i 1 perruqueria.
L'únic establiment comercial que hi havia el 2009 era una floristeria.
L'any 2000 a René hi havia 21 explotacions agrícoles que ocupaven un total de 1.404 hectàrees.

## Poblacions més properes
El següent diagrama mostra les poblacions més properes.